# Граф, Александр (шахматист)
Алекса́ндр Граф (Александр Юрьевич Ненашев; род. 25 августа 1962, Ташкент) — немецкий, ранее советский и узбекистанский шахматист, Гроссмейстер (1992).
В 1983 году окончил шахматное отделение Государственного института физкультуры (ГЦОЛИФК) в Москве.
В составе сборных Узбекистана и Германии участник пяти Олимпиад (за Узбекистан: 1992—1994, за Германию: 2002—2006), двух командных чемпионата мира (за Узбекистан: 1993, за Германию: 2001) и двух командных чемпионатов Европы (за Германию:2003—2005).
На 30-й Олимпиаде (1992) в Маниле, на 15-м чемпионате (2005) в Гётеборге, а также на 5-м чемпионате мира (2001) в Ереване показал лучший результат в личном зачёте.
Женат на шахматистке Рена Граф.